# Квадратни километар
Квадратни километар (симбол:  2) је СИ-изведена јединица мере за површину. Један квадратни километар има 1.000 × 1.000 = 1.000.000 = 10ms6 квадратних метара.